# فیلیپ بوون
فیلیپ بوون (انگلیسی: Philip Bowen؛ زادهٔ ۱۹۴۶ میلادی) بازیگر اهل بریتانیا است.
از فیلم‌ها یا مجموعه‌های تلویزیونی که وی در آن‌ها نقش داشته‌است، می‌توان به پوآرو اشاره نمود.